# Sabin Berthelot
Sabin Berthelot (Marsiglia, 4 aprile 1794 – Santa Cruz de Tenerife, 10 novembre 1880) è stato un naturalista ed etnologo francese.
Era residente nelle Isole Canarie per una parte della sua vita, è stato il co-autore del L'Histoire Naturelle des Îles Canaries (1835-50) con Philip Barker Webb.

## Biografia
Berthelot era il figlio di un commerciante di nome Juan Agustín Berthelot, nato a Marsiglia, e Teresa Eulalia Augier. Si unì nella marina francese e servì come guardiamarina durante le guerre napoleoniche. Dopo la guerra entrò a far parte della flotta mercantile, durante il viaggio di Marsiglia e delle Indie occidentali. In primo luogo visitò le Isole Canarie nel 1820, dove insegnò in una scuola a Tenerife. Tra il 1819 e il 1920 si stabilì a La Orotava, dove nel 1824-1826 gestisce il Giardino Botanico di Puerto de la Cruz, fondato dal marchese di Villanueva del Prato.  

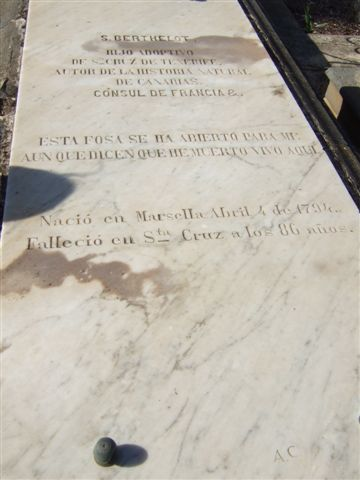
La tomba di Sabin Berthelot nel Cimitero di San Rafael y San Roque

Con il suo collaboratore, Philip Barker Webb, raccolsero i dati necessari per la pubblicazione di L'Histoire Naturelle des Îles Canaries (pubblicato tra il 1836 e il 1850). Insieme viaggiarono a Ginevra, e prodotto il primo volume del L'Histoire Naturelle des Îles Canaries nel 1836. Berthelot si  concentrò sulla etnografia, storia e geografia delle Isole, e Webb completò le sezioni di storia naturale. La sezione ornitologica è fu invece scritta parzialmente da Alfred Moquin-Tandon.
Nel 1845 fondò la Berthelot Société d'ethnologique. Nel 1846 tornò a Tenerife, e nel 1848 fu nominato agente consolare francese dell'isola, e fu promosso a pieno console nel 1867. Si ritirò nel mese di agosto 1874. Il 10 novembre 1880 morì a Santa Cruz de Tenerife e venne sepolto nel Cimitero di San Rafael y San Roque.
Le altre pubblicazioni di Berthelot sulle Isole sono: Les Guanches (1841 e 1845), La Conquète des canaries (1879) e Antiquités Canariennes (1879).

## Pubblicazioni
- Etnografía y Anales de la Conquista de las Islas Canarias (pubblicato in Francia nel 1842): Santa Cruz de Tenerife, 1978.
- Antigüedades canarias (pubblicato in Francia nel 1879) Santa Cruz de Tenerife, 1980.
- Recuerdos y epistolario : (1820-1880). La Laguna: Instituto de Estudios Canarios, 1980
- Primera estancia en Tenerife, 1820-1830. Santa Cruz de Tenerife: Instituto de Estudios Canarios, 1980
- Histoire Naturelle des Îles Canaries (10 volumi riccamente illustrato): Parigi, 1835-1850, in collaborazione con il botanico inglese Philip B. Webb.